# نيكولاس إبرام
نيكولاس إبرام (بالفرنسية: Nicolas Abram)‏ هو عالم عقيدة ومؤرخ فرنسي، ولد في 1589 في Xaronval ‏ في فرنسا، وتوفي في 7 سبتمبر 1655 في Pont-à-Mousson ‏ في فرنسا.